# Wagonette

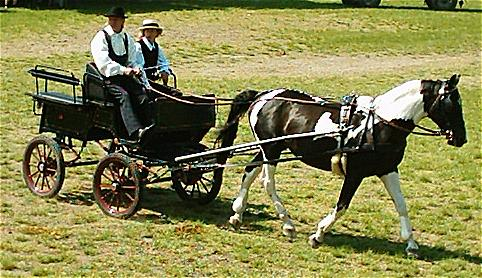
Wagonette equestre

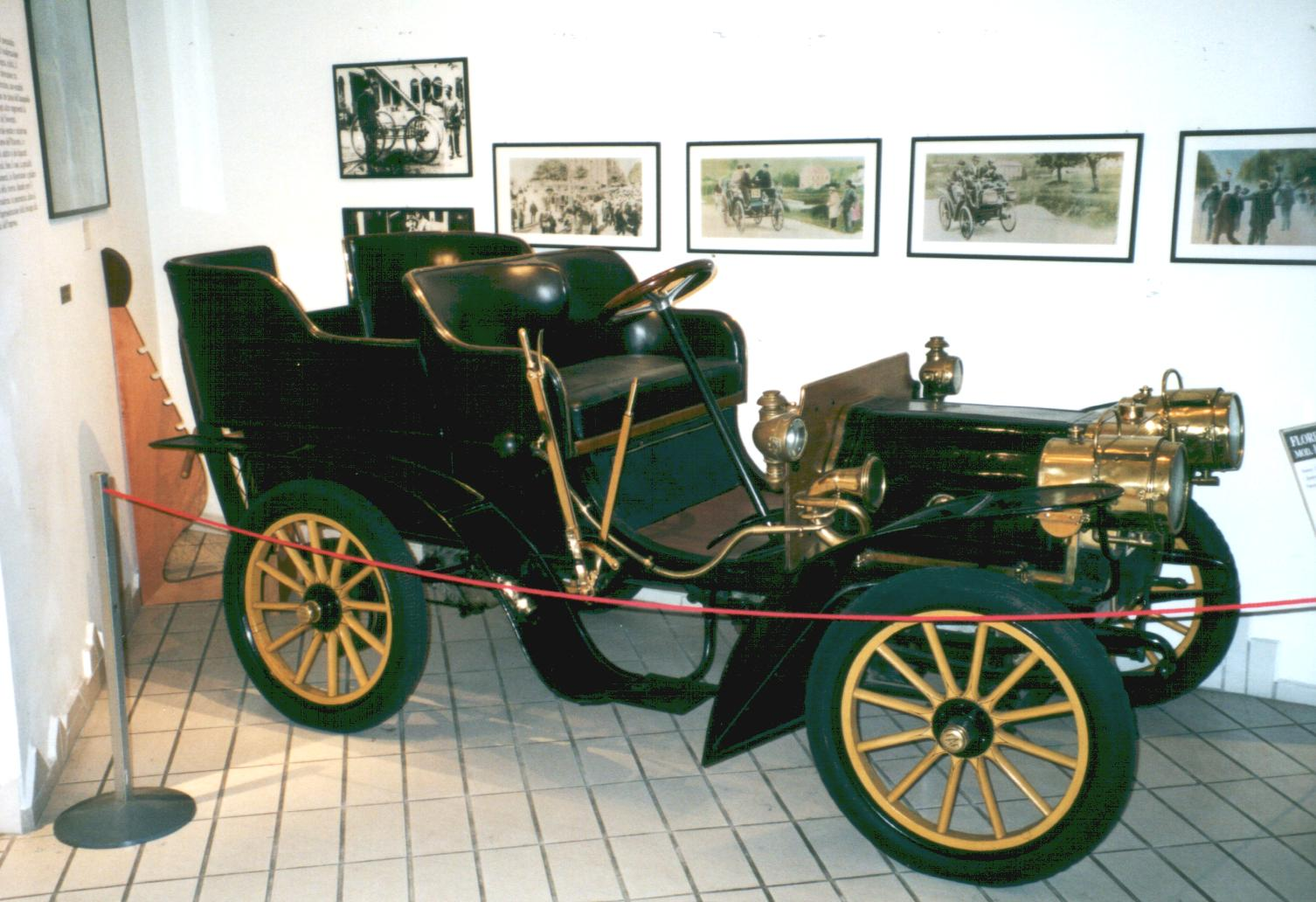
Una Florentia del 1903 in allestimento wagonette.

La wagonette è un tipo di carrozza o di automobile.
Sul finire del XIX secolo erano chiamate wagonette le carrozze a traino animale destinate al trasporto promiscuo di persone e materiali che oltre alla panca trasversale per il conduttore e una persona a fianco, possedevano anche due panche longitudinali ai margini del pianale, alle quali le sponde facevano da schienali, che potevano ospitare altri passeggeri in una posizione vis-à-vis.
Tale architettura di carrozzeria fu trasposta, con identica denominazione, anche sui primi modelli di automobile e mantenuta fino ai tempi attuali su alcuni fuoristrada, soprattutto di tipo militare.